# St. Michaelis (Lütjenburg)
Die Evangelisch-Lutherische St.-Michaelis-Kirche ist ein denkmalgeschütztes Kirchengebäude in Lütjenburg im Kreis Plön (Schleswig-Holstein). Die Kirchengemeinde gehört zur Evangelisch-Lutherischen Kirche in Norddeutschland.

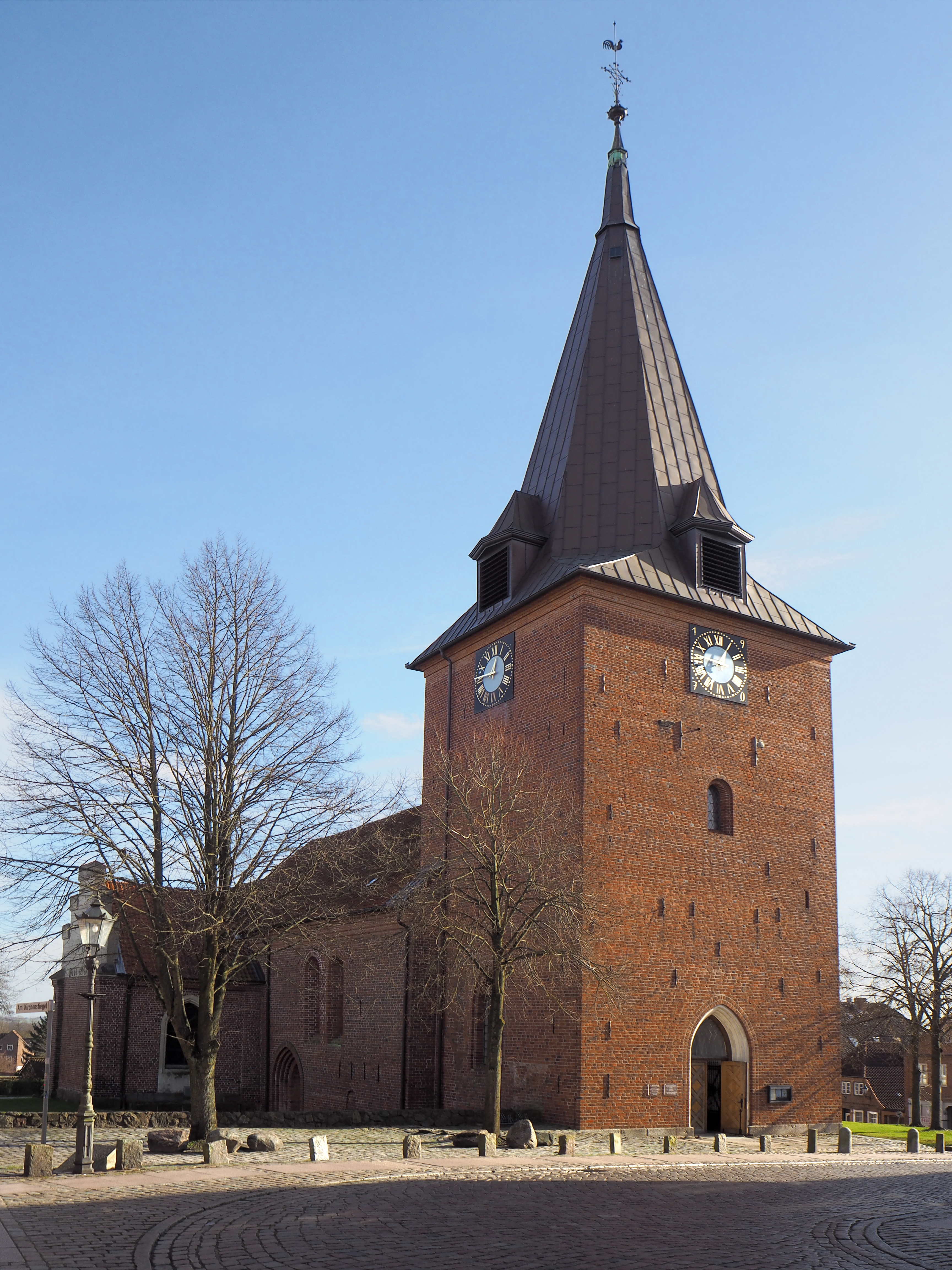
St. Michaelis-Kirche vom Westen

## Geschichte und Architektur

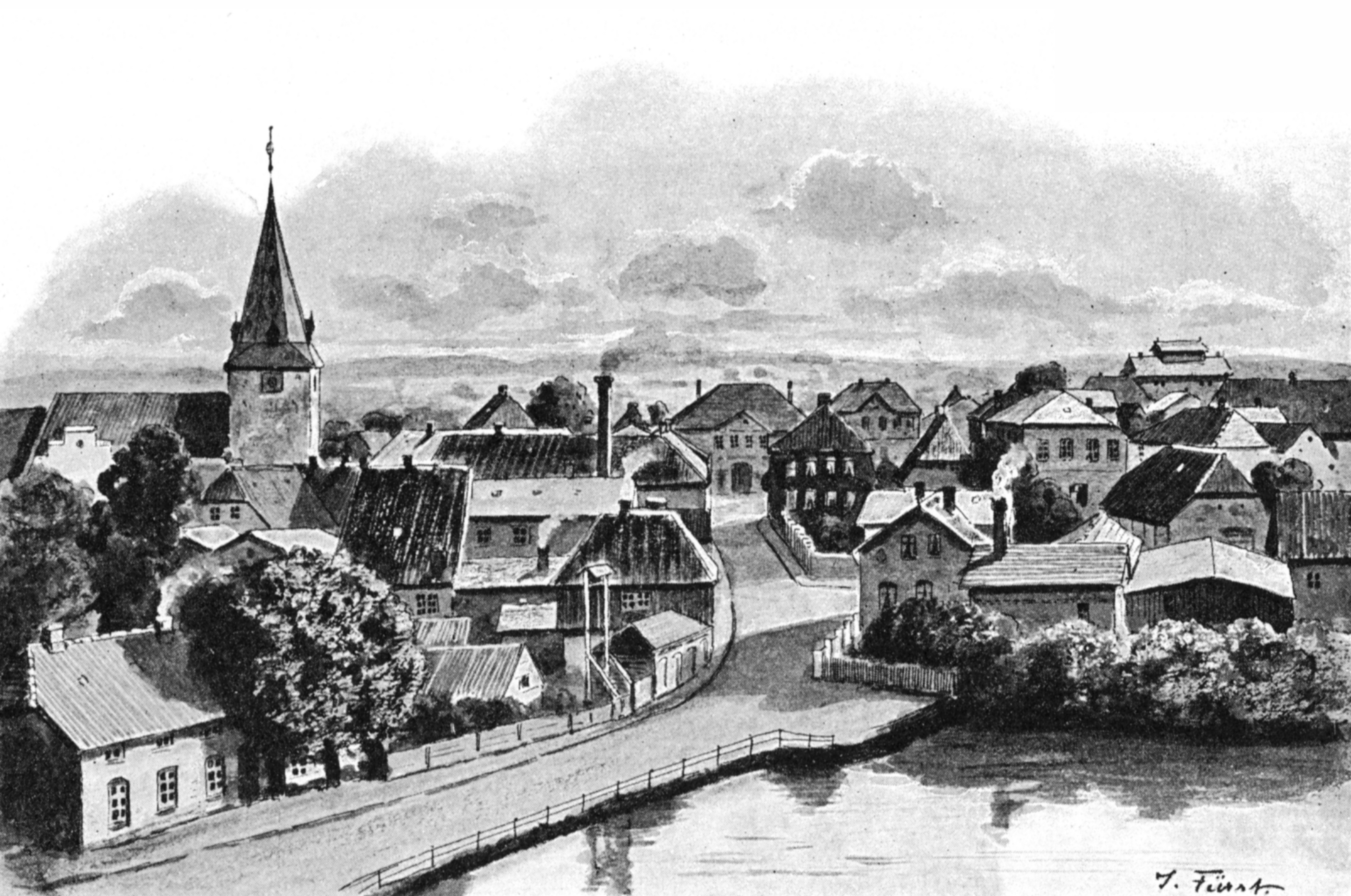
Ansicht der Kirche in der Ortschaft aus der Zeit um 1895, Zeichnung von Julius Fürst

Die erste einschiffige Kirche ließ Adolf II. von Schauenburg 1156 im romanischen Stil in Backstein errichten. Sie ist die älteste Backsteinkirche in der Gegend um die Ostsee. Der Chor wurde zum Ende des 13. Jahrhunderts im frühgotischen Baustil verlängert. Der quadratische Westturm ist der jüngste der drei Bauteile. Sein Helm ist mehrfach erneuert worden.
Die Stiftung zur Bewahrung Kirchlicher Baudenkmäler in Deutschland führt seit 2013 umfangreiche Sanierungen durch. Das Dach, der Dachstuhl, die Fassaden und der Sockel werden renoviert. Der Dachstuhl ist zu etwa 70 % durch Insekten- und Pilzbefall geschädigt und wird zum großen Teil ausgetauscht, fehlende Auflagehölzer werden ergänzt. Das lose Material in den Fugen des Granitsockels wird entfernt und die Hohlräume verpresst.  Die Kirche unterstand ursprünglich dem Patrozinium des Hl. Blasius und wurde nach der Reformation Michaelis-Kirche genannt.

## Innerer Bau
Das zweijochige Kirchenschiff weist ein romanisches Kreuzgratgewölbe auf.  Nach Osten schließt sich der frühgotische Chor an, ebenfalls zweijochig und deutlich schmaler als das Schiff (eingezogener Chor). Der Chor ist von einem Kreuzrippengewölbe gedeckt und setzt sich durch den Triumphbogen mit dem großen Triumphkreuz deutlich vom Kirchenschiff ab. Außerdem ist der Chor heller ausgeleuchtet, was auf die großen gotischen Fenster zurückzuführen ist.
Seitlich an Kirchenschiff und Chor angebaute Kapellen dienten ursprünglich der Heiligenverehrung, nach der Reformation wurden sie zu Grabkapellen des örtlichen Adels.

## Ausstattung

### Triumphkreuz
Die spätgotische Triumphkreuzgruppe aus dem 15. Jahrhundert bildet den Eingang zum Chor. Von den Begleitfiguren sind nur noch die der Maria und des Johannes erhalten. Die fehlenden Figuren waren vermutlich die des Adam und der Eva, sowie ein Engel, der das Blut Christi auffängt.

### Altar
Der geschnitzte Flügelaltar aus Eichenholz ist eine Arbeit aus dem Jahr 1467. Der Name des Künstlers ist nicht bekannt. Das Kunstwerk wurde mehrmals überarbeitet. Am gravierendsten waren die Maßnahmen 1866, als ein Abendmahlsbild auf der Predella ebenso sowie die Reste der Farbfassungen der Figuren entfernt wurden.
Der Mittelteil zeigt die Kreuzigungsszene auf Golgata mit vielen in der Bibel beschriebenen Figuren. Rechts sind römische Soldaten zu sehen, von denen einer Jesus einen Schwamm mit Essig hinreicht, links stehen die trauernden Frauen, darunter die Mutter Maria. In der Mitte kniet Maria Magdalena. Eingerahmt wird die Szene von vier Einzelfiguren: Marie mit dem Jesuskind, Johannes der Täufer, eine Heilige und ein Bischof.
Die Seitenflügel beschreiben Ereignisse aus dem Weihnachtsfestkreis: Auf dem linken Flügel sieht man Szenen aus der Marienlegende und Gottvater als himmlischen König. Der rechte Flügel zeigt unter anderem die heiligen drei Könige und die Darstellung des Neugeborenen im Tempel.

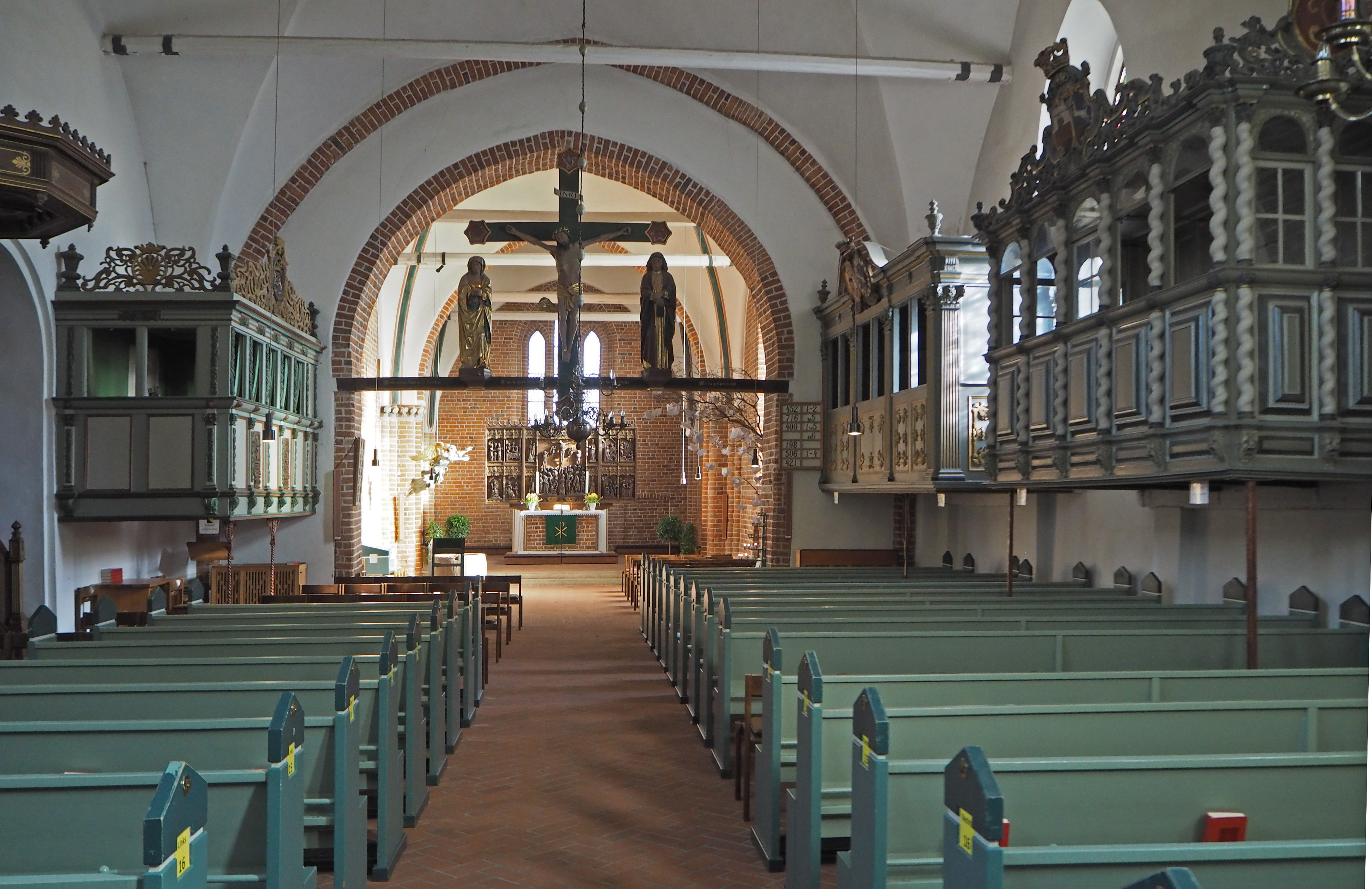
Innenraum – Blick vom Hauptschiff auf die Triumphkreuz-Gruppe (15. Jh.) und den Chor. Seitlich die Adelslogen
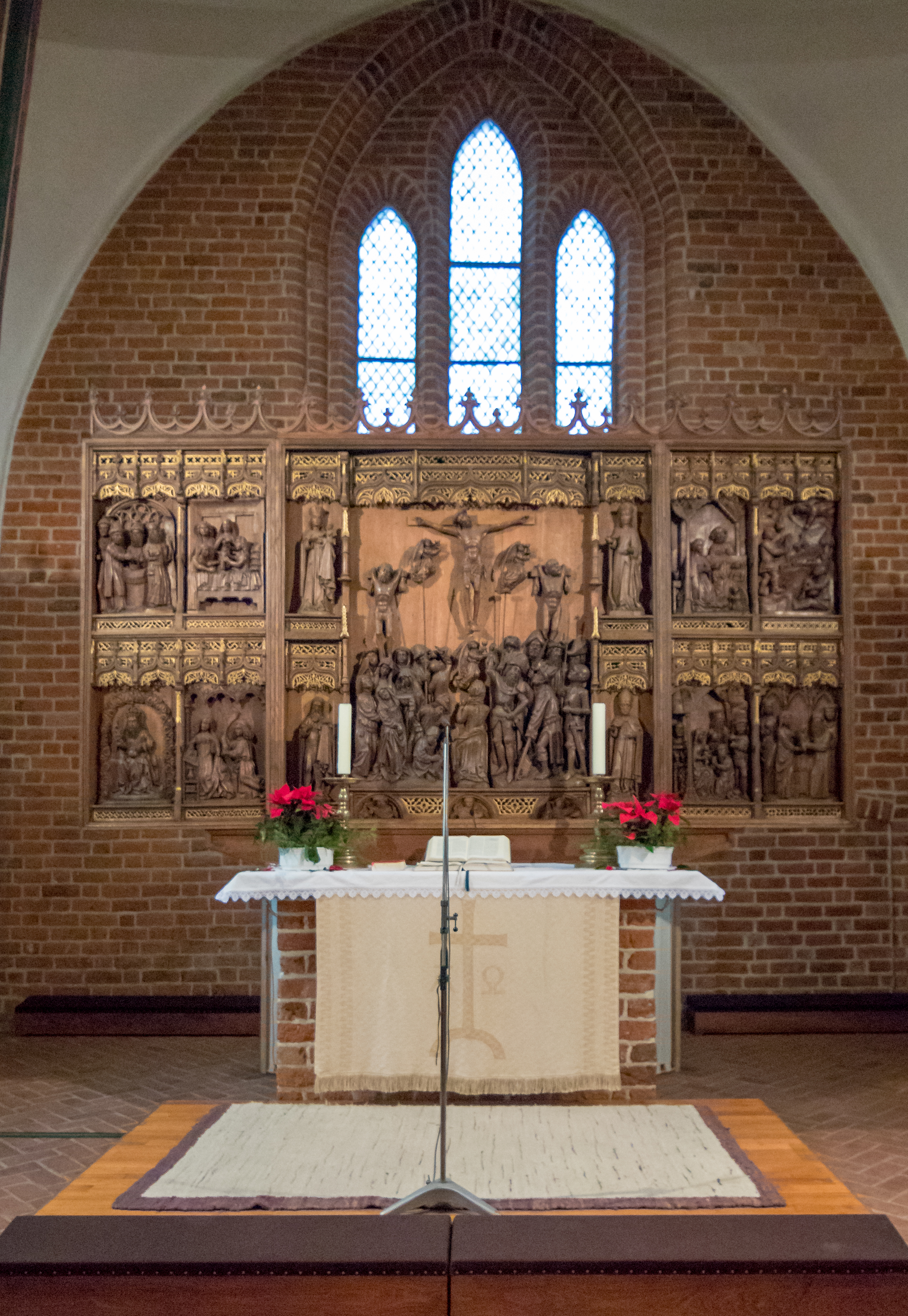
Altar mit geschnitztem Aufsatz	(1476)
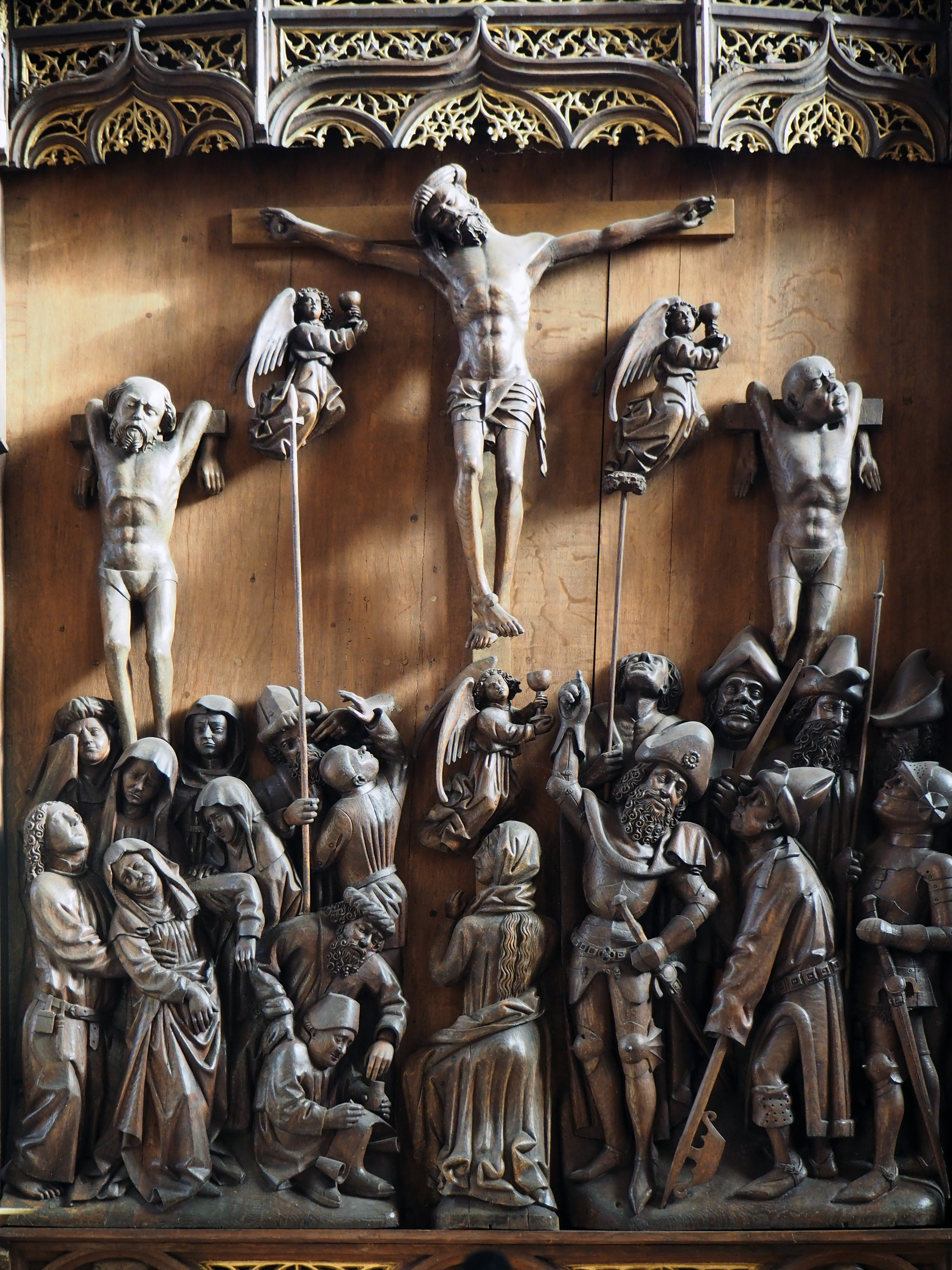
Kreuzigungsszene Mittelteil des Altaraufsatzes

### Grabmal Reventlow
Das Grabmal der Reventlowschen Gruft steht in der nördlichen Seitenkapelle. Es wurde 1608 für Otto von Reventlow schon vor dessen Ableben aufgebaut. Die Arbeit des Bildhauers Robert Coppens aus Flamen gilt als eines der bedeutendsten Kunstwerke der Spätrenaissance in Schleswig-Holstein.
Der Stifter und seine Gattin, sowie deren vier Kinder sind als Alabasterfiguren dargestellt. Sie knien vor dem Kreuz Christi. Ein Sandsteinrelief im Hintergrund zeigt das Jüngste Gericht. Im Sockel stehen – eingerahmt von Säulen – auf der Schauseite die drei christlichen Tugenden Glaube, Liebe und Hoffnung. Auf der Rückseite sind die heidnischen Tugenden Gerechtigkeit, Stärke und Klugheit dargestellt.

### Gittertor
Das ehemalige Gittertor der Südkapelle ist jetzt vor einer Wand in der Turmvorhalle aufgestellt. (Die Südkapelle ist heute nicht mehr zum Kirchenschiff hin offen.) Das Tor ist mit Füllhörnern und Wassergeistern dekoriert, was als Hinweis auf den Fischreichtum des Selenter Sees gedeutet werden kann.

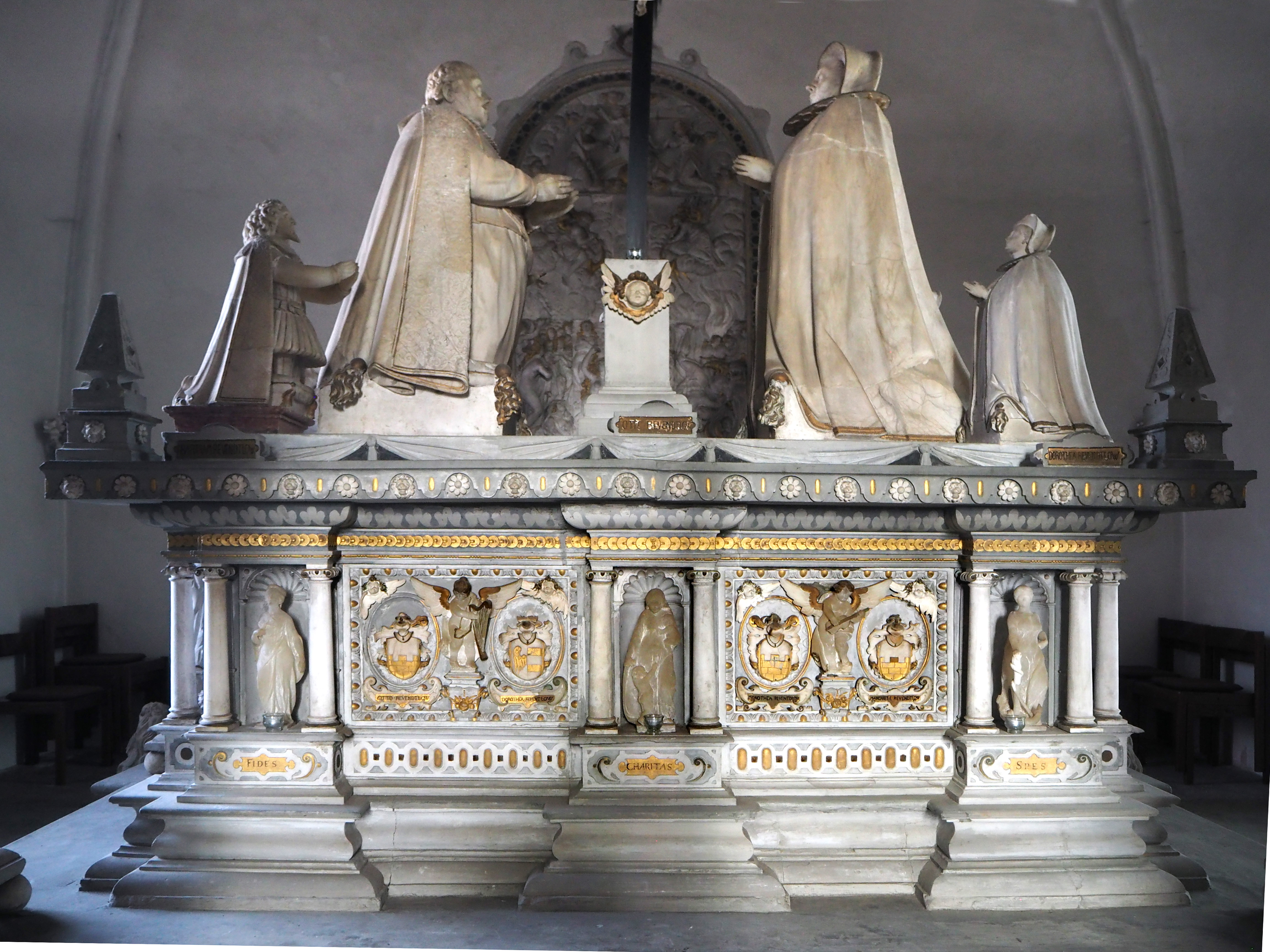
Grabmal Reventlow von 1608
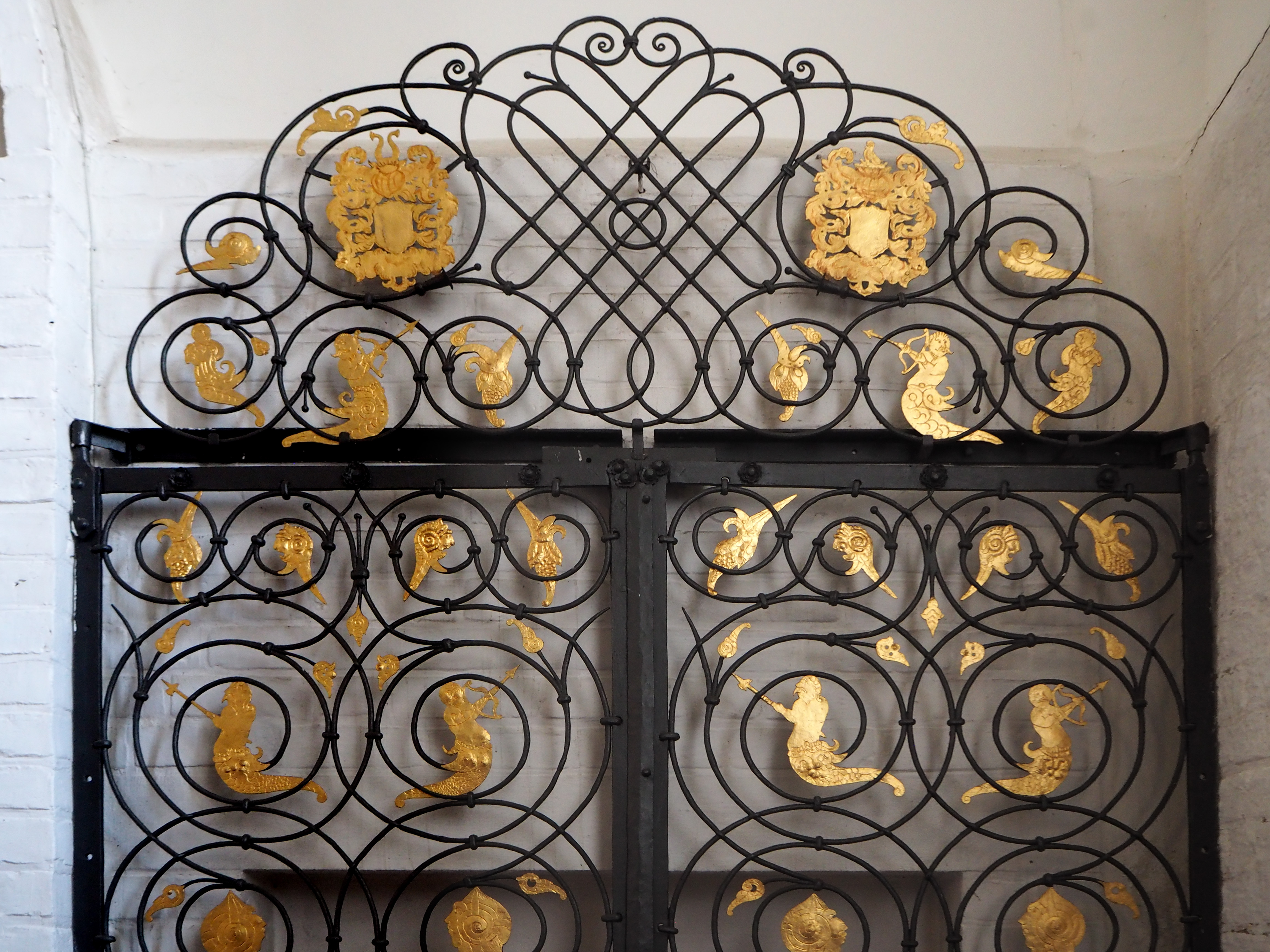
Gittertor der Südkapelle
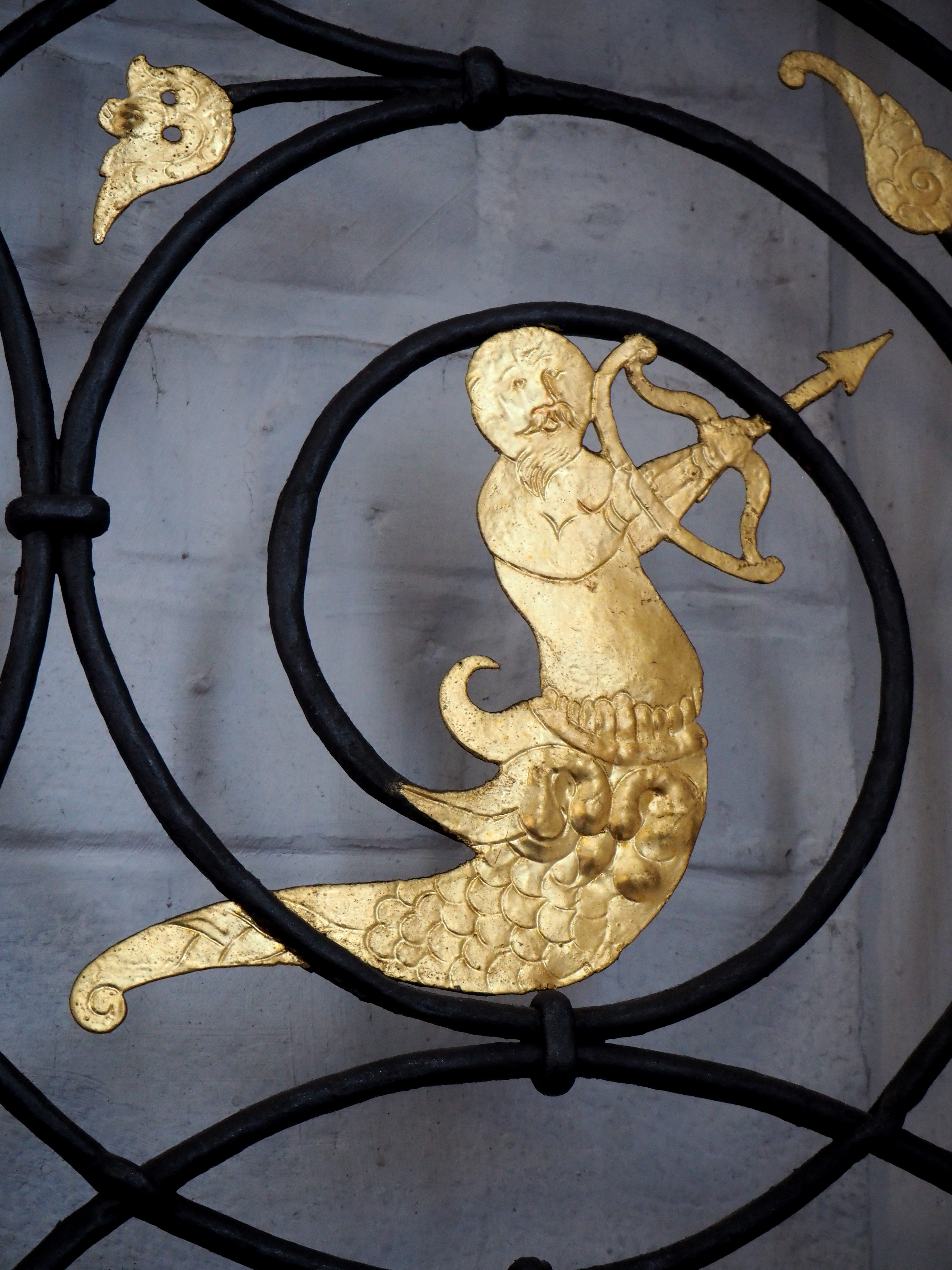
Detail: Wassergeist

### Kanzel
Die Kanzel stammt aus der Zeit der Spätrenaissance. Sie ist eine Stiftung von Lütjenburger Bürgern aus dem Jahr 1608. Die Inschriften auf dem sechseckigen Kanzelkorb berichten davon.  Auf den Tafeln in der Mitte sind Reliefs mit Motiven aus dem Weihnachtsfestkreis zu sehen. Sowohl der Kanzeldeckel als auch die Treppe sind nicht ursprünglich. Sie stammen aus dem 19. Jahrhundert.

### Adelsstühle
Die erhöhten Logen an den Seitenwänden des Kirchenschiffs dienten drei adeligen Familien aus der Nachbarschaft als Sitzplatz für den Gottesdienst.  Die Familien stellten gemeinsam das Kirchenpatronat, weshalb man auch von Patronatslogen spricht. Die Logen (Stühle) sind nur von außen zugänglich.
Der ehemals Neudorfer Stuhl (Ende 17. Jh.) befindet sich gegenüber der Kanzel, links daneben schließt sich der Waterneverstorfer Stuhl (nach 1727) an. Rechts neben der Kanzel ist der Helmstorfer Stuhl (1735) angeordnet.

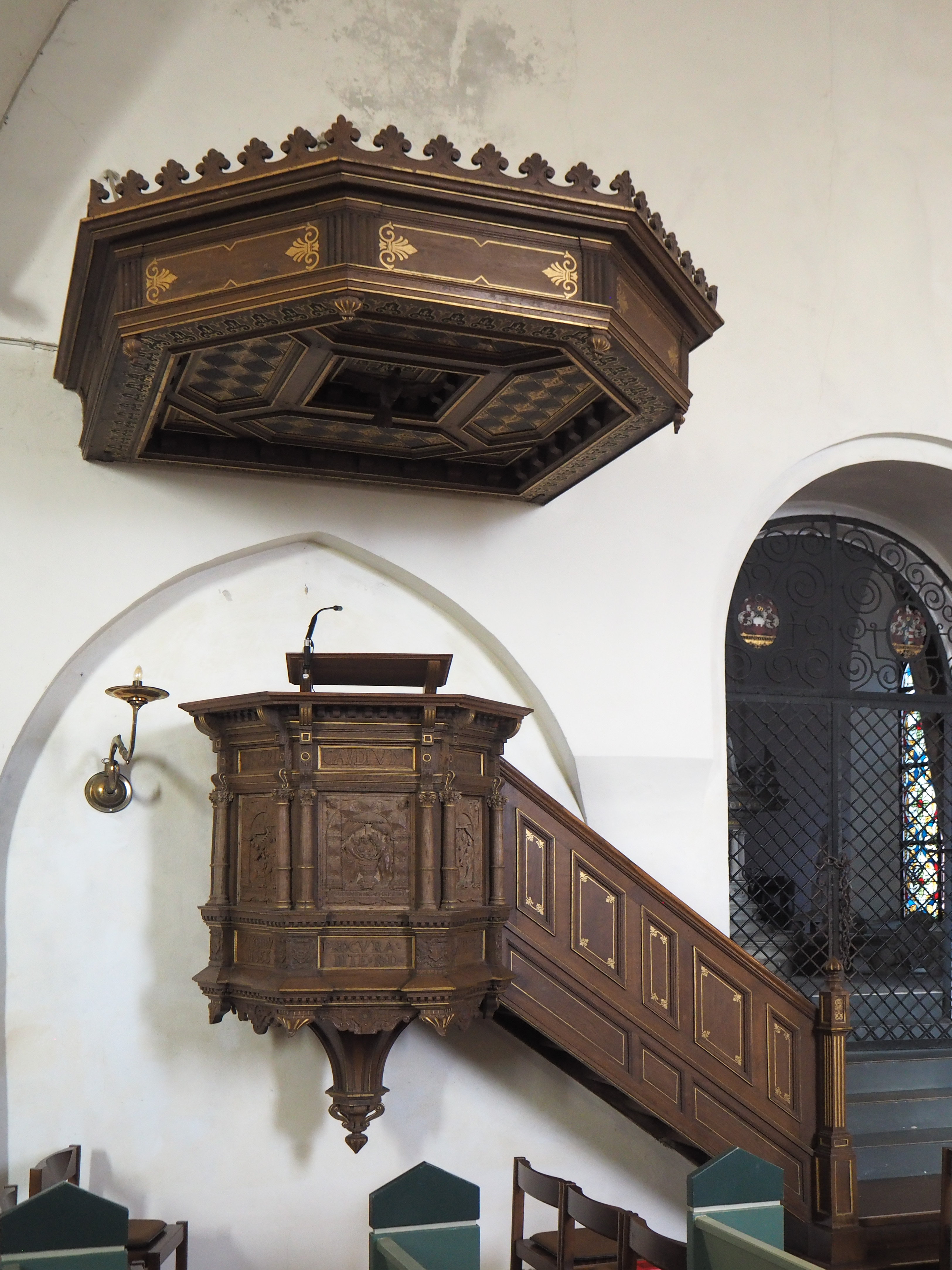
Kanzel mit Korb von 1608
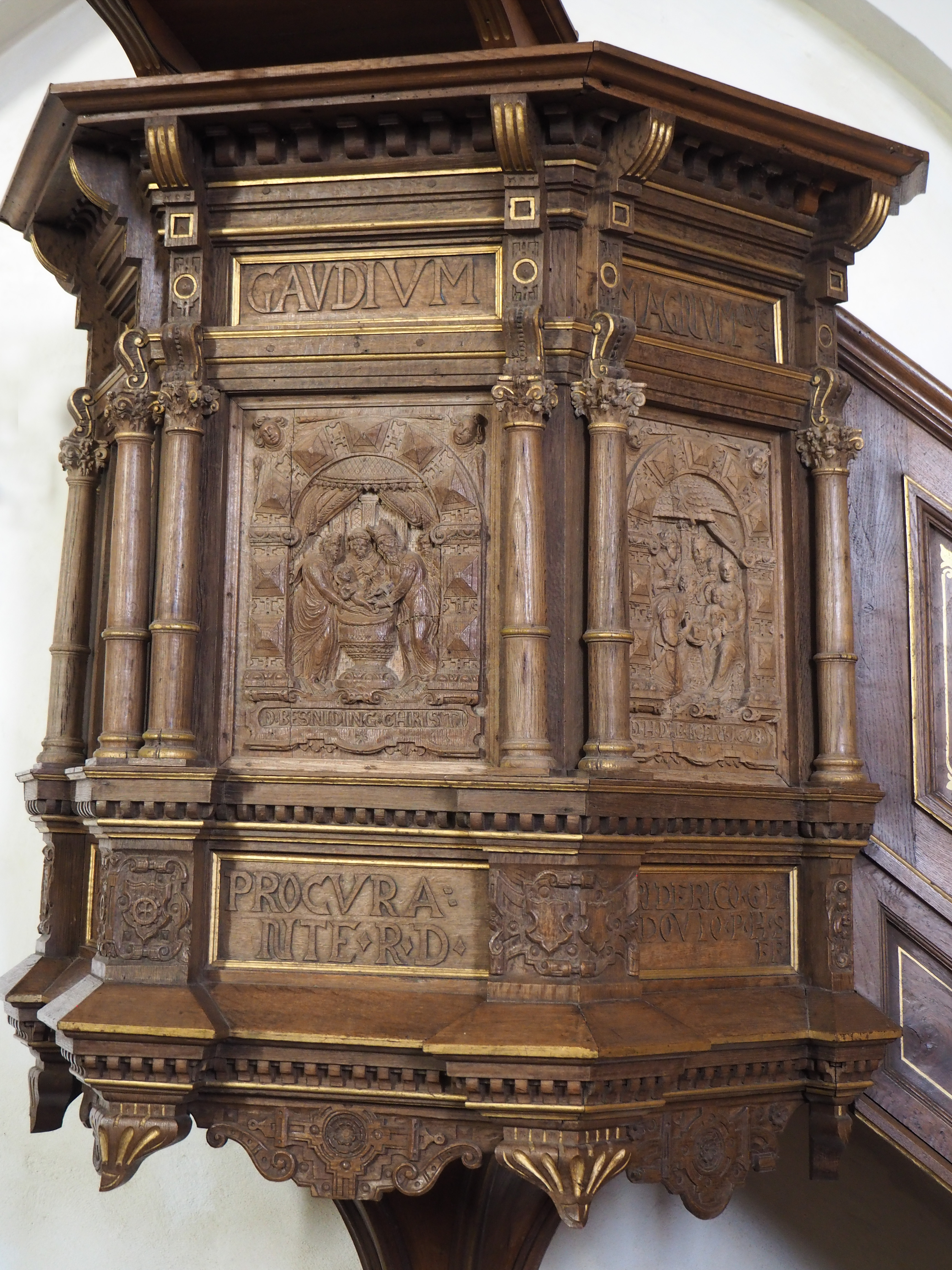
Kanzelkorb von 1608
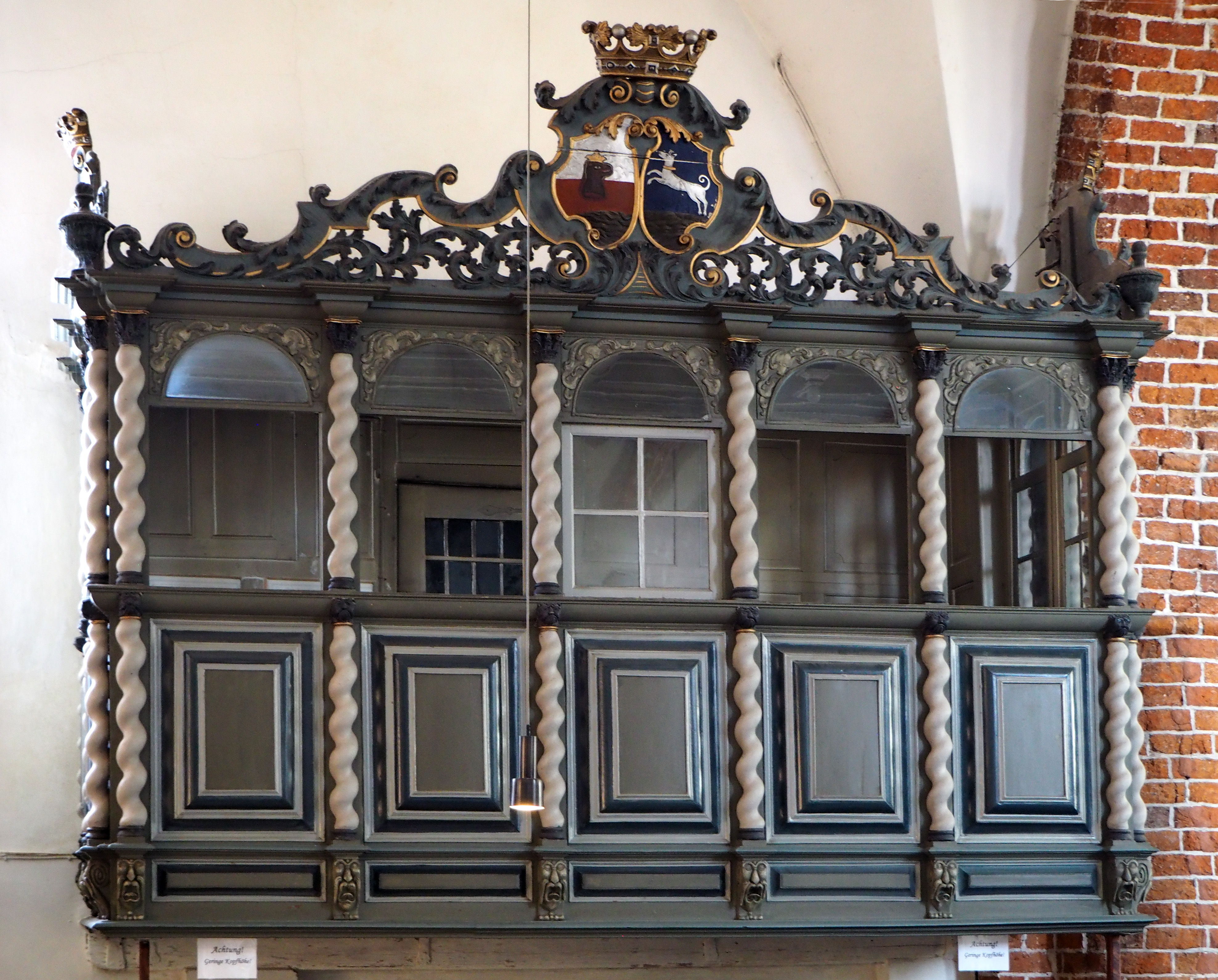
Neudorfer Stuhl aus dem 17. Jahrhundert

### Taufstein und Taufengel
Der schlichte Taufstein besteht aus Granit und ist ungefähr so alt wie die Kirche. Das Becken ist groß genug, um ein Baby darin einzutauchen, eine bis zum 16. Jahrhundert übliche Taufzeromonie. Heute wird eine kleine Silberschale für das Taufwasser in ein Gestell auf den Stein eingesetzt.
Über dem Taufstein „schwebt“ ein Engel, der eine Schale mit dem Taufwasser trägt. Er stammt aus dem 18. Jahrhundert und ist vermutlich ein Werk des Eutiner Hofbildhauers Theodorus Schlichting. Der Taufengel ersetzte eine Zeit lang den Stein, der erst 1955 wieder seinen Platz in der Kirche fand.

### Deckenmalerei
Im westlichen Joch des Kirchenschiffs sind Reste von romanischen Deckenmalereien  erhalten. Noch deutlich zu erkennen ist eine Szene aus dem Gleichnis vom reichen Mann und dem armen Lazerus (Lukas 16, 19–31): Die Seele verlässt den Kopf des Armen und wird von Engeln in Abrahams Schoß getragen.

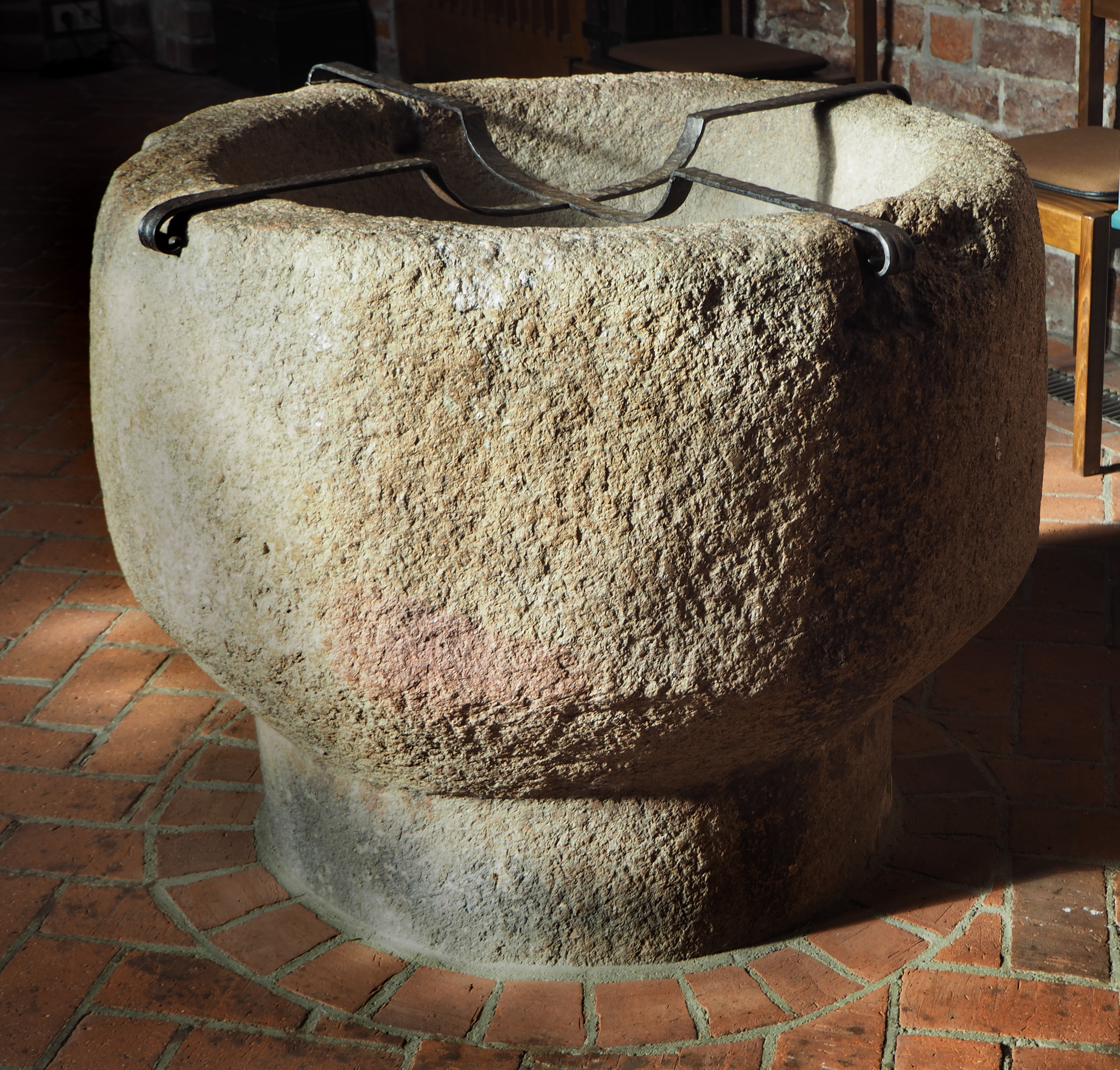
Taufstein mit Halterung für die Taufschale
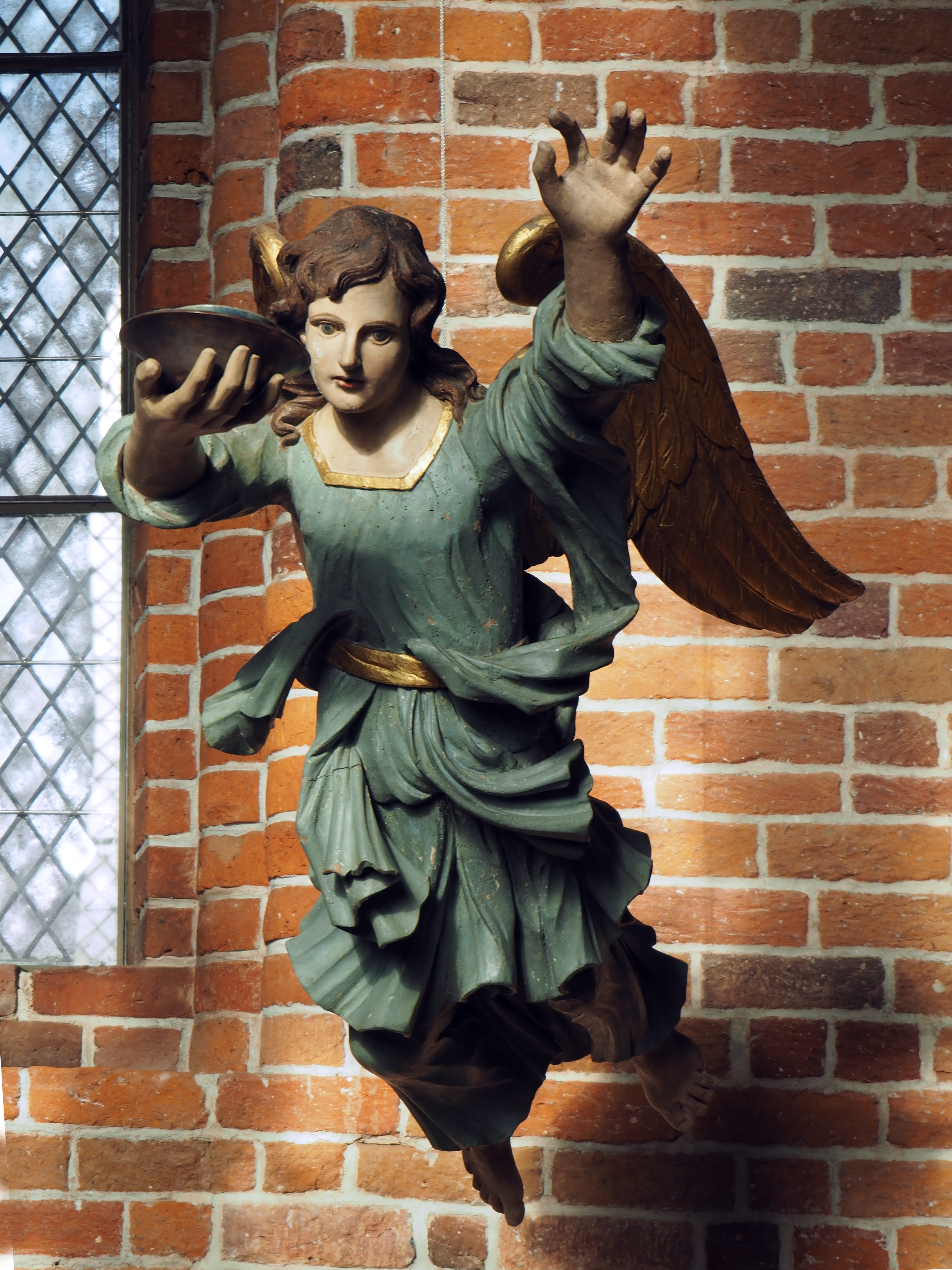
Taufengel aus dem 18. Jahrhundert
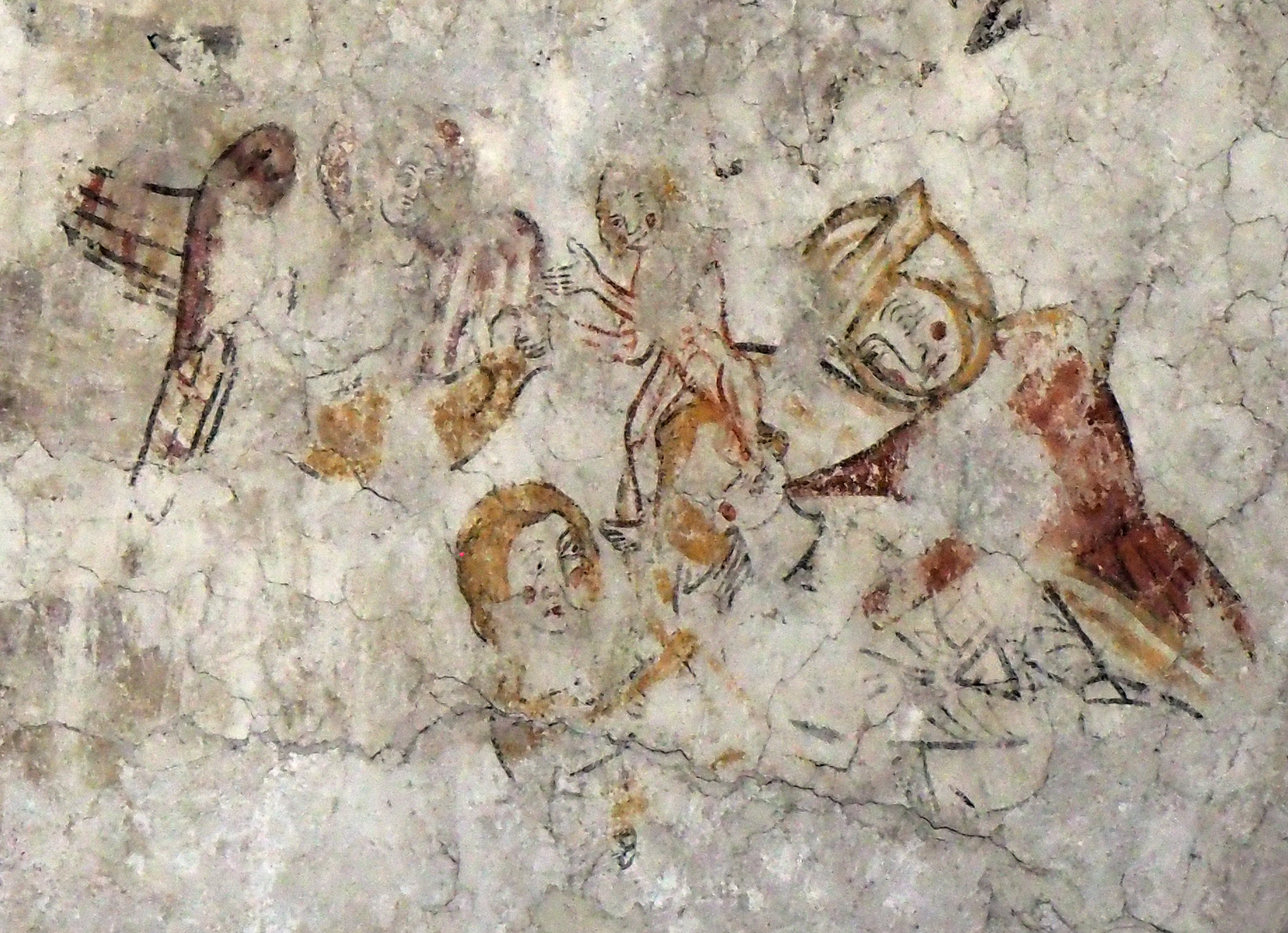
Romanische Malereien zum Lazerusgleichnis Seele verlässt den Körper

## Orgel

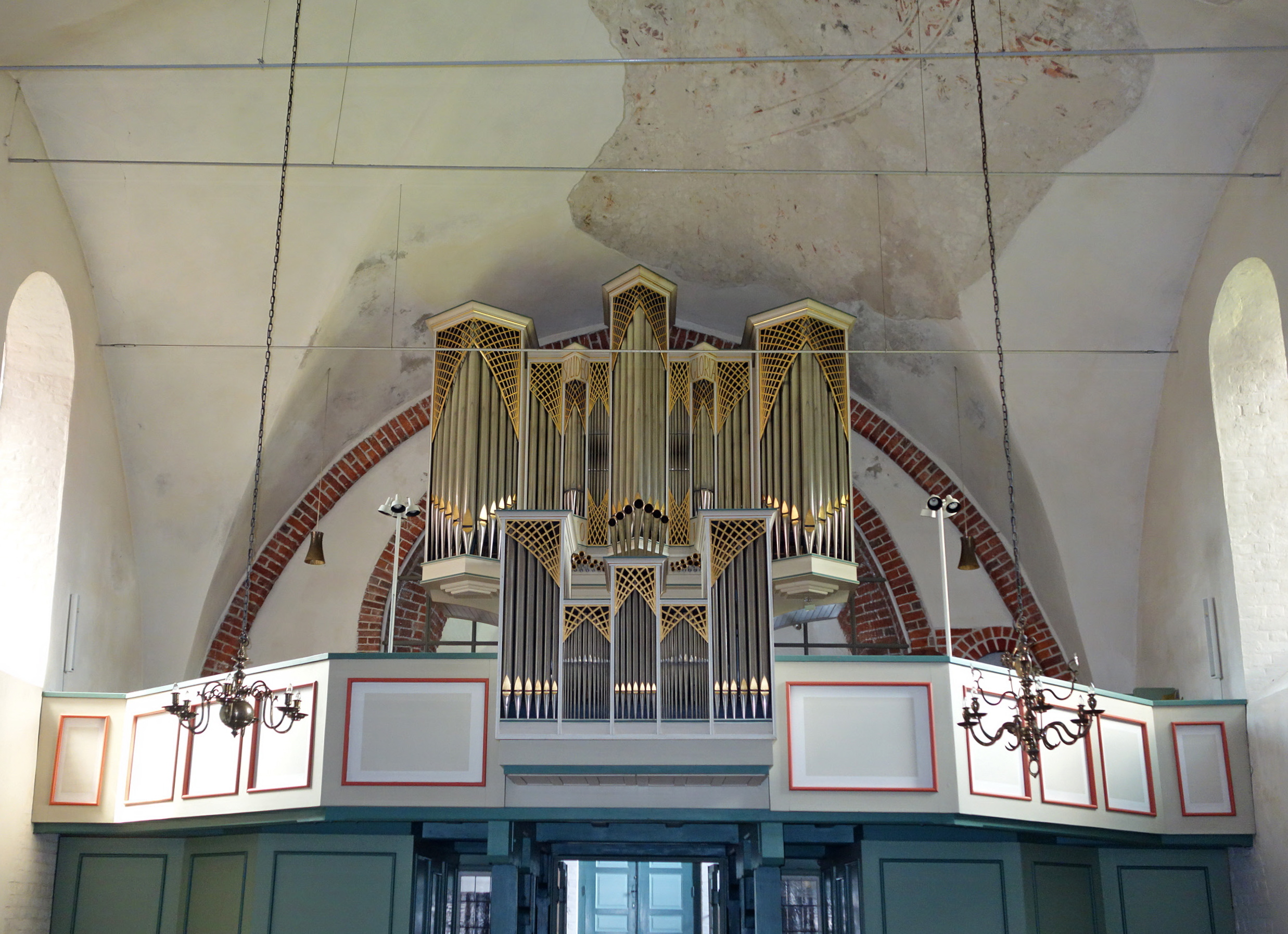
Die Orgelempore mit der Orgel

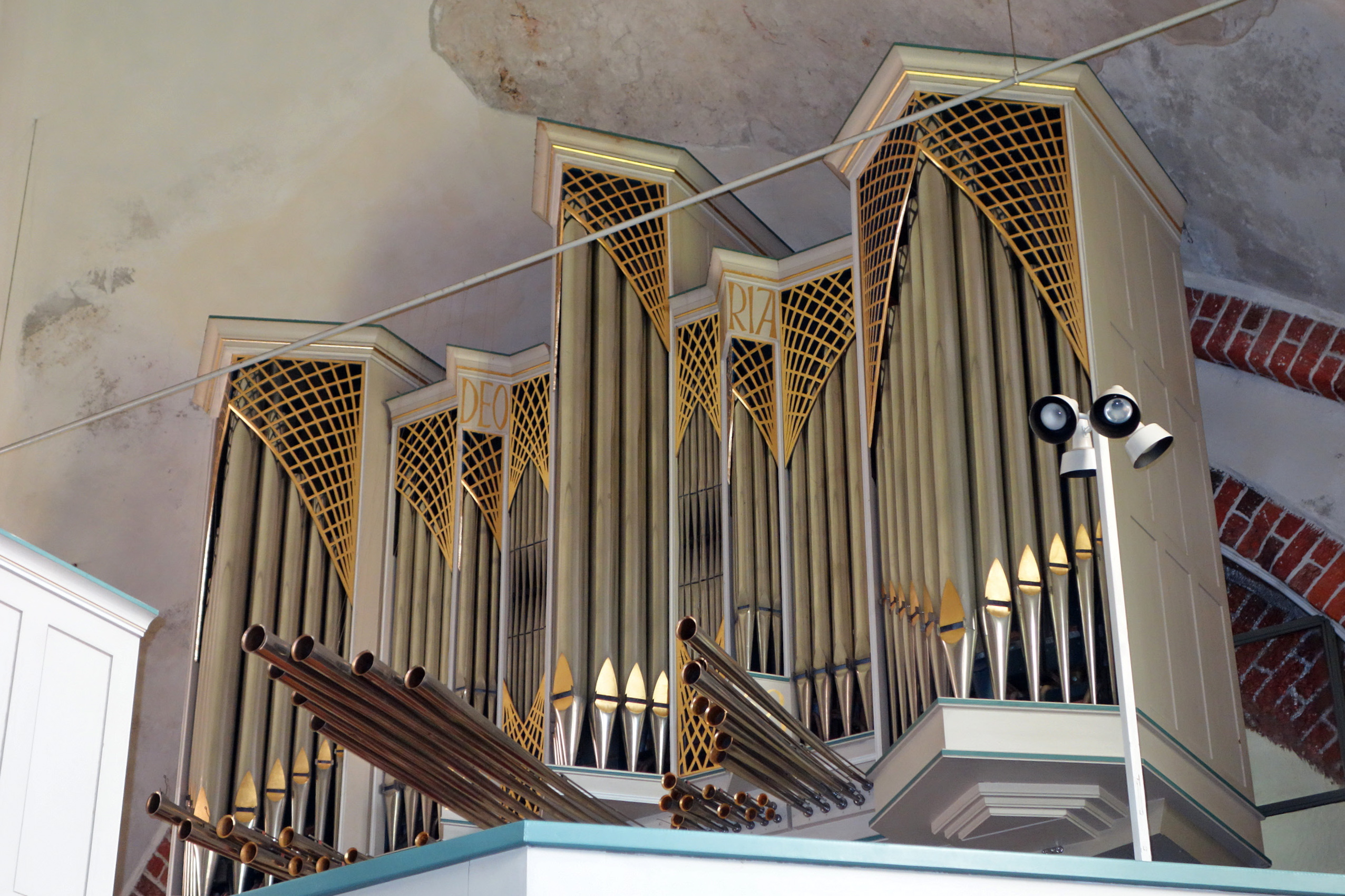
Teilansicht der Orgel

Die Orgel wurde 1968 durch den Orgelbauer Klaus Becker erbaut. Das Schleifladen-Instrument hat 29 Register auf zwei Manualwerken und Pedal. Die Spieltrakturen sind mechanisch, die Registertrakturen sind elektrisch.
| I Hauptwerk C–g3 |                    |         |
| 1.               | Prinzipal II       | 08′     |
| 2.               | Rohrflöte          | 08′     |
| 3.               | Oktave             | 04′     |
| 4.               | Hohlflöte          | 04′     |
| 5.               | Nasat 0            | 02 ⁄3′  |
| 6.               | Gemshorn           | 02′     |
| 7.               | Terz 0             | 01 3⁄5′ |
| 8.               | Mixur V-VII        | 02′     |
| 9.               | Zimbel             | 01′     |
| 10.              | Fagott             | 16′     |
| 11.              | Spanische Trompete | 08′     |
|                  | Tremulant          |         |

| II Schwell-Positiv C–g3 |                       |        |
| 12.                     | Gedackt               | 08′    |
| 13.                     | Quintade              | 08′    |
| 14.                     | Prinzipal             | 04′    |
| 15.                     | Koppelflöte           | 04′    |
| 16.                     | Oktave                | 02′    |
| 17.                     | Quintflöte            | 01 ⁄3′ |
| 18.                     | Sesquialtera II-III 0 | 02 ⁄3′ |
| 19.                     | Scharff IV            | 01′    |
| 20.                     | Krummhorn             | 08′    |
|                         | Tremulant             |        |

| Pedal C–f1 |                 |     |
| 21.        | Subbass         | 16′ |
| 22.        | Prinzipal       | 08′ |
| 23.        | Gemshorn        | 08′ |
| 24.        | Choralbass      | 04′ |
| 25.        | Nachthorn       | 04′ |
| 26.        | Hintersatz IV 0 | 02′ |
| 27.        | Posaune         | 16′ |
| 28.        | Trompete        | 08′ |
| 29.        | Zink            | 04′ |

- Koppeln: II/I, I/P, II/P.

## Glocken
Im Jahre 1763 wurde eine kleine Glocke urkundlich erwähnt. Traditionell besaß die Kirche ein Geläut aus drei Glocken, die bei dem Stadtbrand von 1826 vom Turm herunterfielen und zerstört wurden. Das übriggebliebene Rohmaterial, 4.300 kg Bronze verkauften die Gemeindemitglieder nach Lübeck. Ein neues Dreiergeläut konnte 1836 angeschafft werden, von diesem mussten während des Ersten Weltkrieges zwei für sogenannte kriegswichtige Zwecke abgegeben werden. Das 1924 gestiftete Geläut umfasste drei Glocken, so dass seitdem bis zum Zweiten Weltkrieg vier Glocken im Turm hingen. Sie wurden im Krieg zerstört und 1955 durch drei Klangstahlglocken ersetzt. Diese taten waren bis 1995 im Einsatz und wurden dann durch drei Glocken aus Bronze, die in Karlsruhe gegossen wurden, ersetzt. Die große Glocke mit einem Gewicht von 1285 kg klingt mit dem Ton e, die Mittlere mit dem Schlagton g wiegt 803 kg und die kleine Glocke mit dem Schlagton a wiegt 562 kg.